# Bob Anderegg
Robert Henry Anderegg, detto Bob (Monroe, 24 agosto 1937 – Scottsdale, 31 dicembre 2024), è stato un cestista statunitense, professionista nella NBA e nella ABL.

## Carriera
Dopo aver giocato nel campionato NCAA a Michigan State ha giocato per una stagione nei New York Knickerbockers nella NBA e per una stagione nei Long Beach Chiefs della ABL.